# سبزعلی‌خان
سبزعلی‌خان، روستایی از توابع بخش کوزران شهرستان کرمانشاه در استان کرمانشاه ایران است و مردم آن از جمله شاویسی، در ۳ سال اخیر افت جمعیت شدیدی داشته است.

## جمعیت
این روستا در دهستان سنجابی قرار دارد و براساس سرشماری مرکز آمار ایران در سال ۱۳۹۸جمعیت آن۹۶ نفر (۴۵خانوار) بوده‌است.